# دایسوکه اینوئه
دایسوکه اینوئه (انگلیسی: Daisuke Inoue; ۱۳ september ۱۹۴۱ – ۳۰ مه ۲۰۰۰ (۵۸ ساله)) خواننده، و آهنگساز اهل ژاپن بود.